# Franz von Wantoch-Rekowski
Franz Friedrich Hugo Wilhelm Michael von Wantoch-Rekowski (* 30. Juni 1851 in Löwenberg (Schlesien); † 17. November 1929) war ein deutscher Diplomat und Generalkonsul in Italien.

## Leben
Franz von Wantoch-Rekowski aus dem Adelsgeschlecht Wantoch war der älteste Sohn des Königlich Preußischen Hauptmanns und persönlichen Adjutanten des Fürsten Friedrich Wilhelm von Hohenzollern-Hechingen. Seine Mutter (geborene von Busse) war die Tochter des Königlich Preußischen Leutnants a. D. und Landschaftsrats August von Busse und der Juliane von Oertzen-Seegenfelde.
Als sein Vater 1858 unter Hinterlassung von vier unmündigen Kindern an einer schweren Lungenentzündung starb, war er sieben Jahre alt. Mit elf Jahren kam er ins Kadettenkorps, zuerst nach Wahlstatt bei Liegnitz, später in die Hauptkadettenanstalt nach Berlin. Im Jahre 1869 bestand er das Fähnrichsexamen und wurde in die Selekta des Kadettenkorps einberufen. Gleichzeitig wurde er zum Leibpagen des Kaisers Wilhelm I. ernannt und nahm als solcher an den Hoffestlichkeiten des Winters 1869/70 teil. Den Deutsch-Französischen Krieg 1870/71 machte er im Königsgrenadierregiment Nr. 7, dem Regiment seines Vaters, mit Auszeichnung mit und wurde im Januar 1871 in der Schlacht am Mont Valérien schwer verwundet. Bis März 1871 lag er im Schlusslazarett zu Versailles.
Im Jahre 1873 trat er zum Auswärtigen Amt über und wurde bald darauf an das Deutsche Konsulat in Messina (Sizilien) versetzt. Hier lernte er Louise Sanderson kennen, eine gebürtige Engländerin, deren Familie zum schottischen Clan Mac Donell of Glengarry in Südschottland gehörte.
Im Jahre 1877 kam Franz von Wantoch-Rekowski nach Nizza, wo seine Kinder Luise und Wilhelm geboren wurden. 1886 wurde er nach Mailand versetzt, wo kurz zuvor ein Berufskonsulat eingerichtet worden war und wo er u. a. an den deutsch-italienischen Handelsvertragsverhandlungen teilnahm. 1891 wurde er nach Neapel versetzt, wo er 16 Jahre amtierte und 1901 zum Generalkonsul ernannt wurde.
Durch einen Unfall des deutschen Militärattachés in Rom 1896 wurde von Wantoch-Rekowski als Ersatz herangezogen und nahm in der Folge an allen Mittelmeerreisen Kaiser Wilhelms II. auf dessen Yacht „Hohenzollern“ als landeskundiger Reisemarschall teil. Im Jahre 1908 ernannte ihn der Kaiser zum Kammerherrn. Aus gesundheitlichen Gründen bat Franz von Wantoch-Rekowski 1908 um seinen Abschied.
Im Herbst 1905 zog er mit Familie nach Wiesbaden, wo seiner an Heufieber leidenden Ehefrau das Klima nicht bekam. Daher ging er 1909 nach Rapallo bei Genua, wo er sich eine Villa erbauen ließ. Als der Erste Weltkrieg ausbrach, musste er nach der Kriegserklärung Italiens im Sommer 1915 das Land verlassen und wohnte während des Krieges und danach in Berlin, in Wiesbaden, dann in Goslar, Naumburg und Erfurt, bis er in Wohlau seinen letzten Wohnsitz nahm, wo er im 79. Lebensjahr starb. Er wurde in der Familiengrabstätte in Löwenberg beigesetzt.